# Amna Guellali
Amna Guellali, née le 14 novembre 1972 à Tripoli, est une juriste et militante libyo-tunisienne des droits de l'homme.

## Biographie
Fille unique d'une mère tunisienne et d'un père libyen, elle naît le 14 novembre 1972 à Tripoli, en Libye. Sa famille quitte la Libye, alors qu'elle a huit ans, et s'installe en Tunisie pour échapper à l'arbitraire du régime de Mouammar Kadhafi. Elle effectue alors la suite de ses études à Tunis, les prolongeant par des études supérieures en droit à la faculté des sciences juridiques, politiques et sociales de Tunis, et préparant un DEA de droit international public sous la direction de Slim Laghmani.
À l'issue de cette formation, elle est embauchée par le Comité international de la Croix-Rouge dans son agence pour le Maghreb, puis travaille pendant deux ans à Rome pour l'Organisation internationale de droit du développement. Elle reprend ensuite des études au sein de l'Institut universitaire européen à Fiesole, obtenant son doctorat en 2008, avec une thèse préparée sous la direction de Pierre-Marie Dupuy et Slim Laghmani, et s'intitulant Le droit international entre humanisation et criminalisation. Cette thèse est publiée en 2015 par les Éditions universitaires européennes.
Elle intègre ensuite le T.M.C. Asser Instituut (en) à La Haye, puis la Cour pénale internationale dans la même ville, comme analyste au bureau du procureur. Lorsque la révolution tunisienne éclate en 2011, elle décide de revenir dans son pays d'adoption pour participer à son évolution. Elle ouvre le bureau de Human Rights Watch à Tunis, réagissant et intervenant au nom de cette organisation sur de nombreux sujets touchant les droits de l'homme comme, par exemple, l'assassinat de Chokri Belaïd en février 2013 et le climat d'incitation à la haine et à la violence qu'il révèle, les condamnations successives du blogueur Yassine Ayari par des juridictions militaires en 2014 et 2015, etc. Elle intervient aussi sur des évolutions jugées nécessaires, telles que l'égalité pour les femmes dans l'héritage.
Soumise à des pressions, elle est, par exemple, arrêtée, détenue pendant plusieurs heures puis relâchée en août 2013, dans le cadre de ses investigations sur les affaires de terrorisme et d'assassinats politiques,.
En 2017, elle se voit décerner le prix annuel de l'organisation POMED (Project on Middle East Democracy).
En 2020, elle est directrice adjointe pour l'Afrique du Nord à Amnesty International.